# 染紅
染紅，是香港股市的常用詞語，泛指具背景的中資公司入股個別上市公司的行動，屬於一種形象化的叫法。凡被入股的公司，該公司的股份便稱作“被染紅”，若處牛市期間，因市場憧憬該股可藉染紅關係，較易在中國內地進行各項計劃，甚至獲入股公司注資，染紅股份或有機會被藉口炒作，股價因而大幅上升。

## 其他
一些香港的機構引入中資，或主動立場靠攏中華人民共和國政府及建制派，這包括學校、企業、團體，社區組織，均會被指「染紅」。

## 外部連結
- 染紅